# Хутор Ракси
Ху́тор Ра́кси (фин. Myllyoja) — микрорайон города Всеволожска в Ленинградской области России.  Находится в северо-восточной части города.

## Геологические особенности
Расположен у подошвы юго-восточного выступа Румболовско-Кяселевской островной, холмисто-камовой возвышенности.

## Географическое положение
Находится в северо-восточной части города на территории, ограниченной с запада микрорайонами Отрада и Мельничный Ручей, а с севера, востока и юго-востока — границей Всеволожска. По западной границе микрорайона протекает Мельничный ручей, правый приток Лубьи.
Высота центра микрорайона — 27 м.
| Ближайшие микрорайоны       | Ближайшие микрорайоны | Ближайшие микрорайоны |
| --------------------------- | --------------------- | --------------------- |
| Северо-запад:               | Север:                | Северо-восток:        |
| Запад: Отрада               |                       | Восток:               |
| Юго-запад: Мельничный Ручей | Юг: Мельничный Ручей  | Юго-восток:           |

## История
Отдельные хутора вдоль Мельничного ручья, между деревней Мельничный Ручей (современная магнитная станция «Мельничный Ручей») и деревней Отрада, возникли в начале XX века.
Согласно церковным регистрационным книгам 1910-х—1930-х годов хутора при деревне Myllyoja (Мельничный Ручей) относились к Рябовскому лютеранскому приходу.
Земля по левому берегу Мельничного ручья к югу от Рябовско-Ириновского земского тракта (совр. шоссе А128 «Дорога жизни» Санкт-Петербург — Морье) использовалась крестьянами деревни Щеглово под выгоны для скота. В его нижнем течении, у места впадения в реку Лубью, земля принадлежала баронессе Екатерине Карловне Медем, а между выгонами и владениями баронессы находился небольшой отрезок надельных земель, на котором располагались хутора крестьян деревни Щеглово. Одним из хуторов владел Иван Матвеевич Ракси, ингерманландец, лютеранин, прихожанин Рябовской кирхи, чья фамилия в послевоенные годы дала название новому городскому микрорайону. 
В 1930-е годы на хуторе Ракси был организован колхоз «2-я Пятилетка».

МЕЛЬНИЧНЫЙ РУЧЕЙ — хутора Щегловского сельсовета, 7 хозяйств, 27 душ.

Из них: русских — 2 хозяйства, 4 души; финнов-ингерманландцев — 4 хозяйства, 16 душ; поляков — 1 хозяйство, 7 душ. (1926 год)

Их население было преимущественно финское.

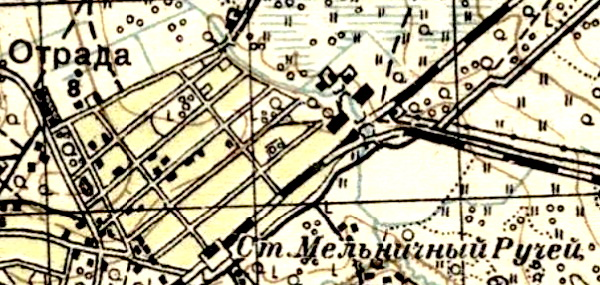
Хутора Мельничный Ручей на топографической карте РККА 1931 года

МЕЛЬНИЧНЫЙ РУЧЕЙ — хутор Романовского сельсовета, 58 чел. (1939 год)

С 1931 по 1942 год среди финского населения Всеволожского района было проведено несколько депортаций по национальному признаку.
В 1943 году колхоз «2-я Пятилетка» был ликвидирован, а его имущество передано совхозу «Коммуна Труд».
Согласно административным данным с 1 января 1956 года хутор Мельничный Ручей стал числиться как деревня Ракси в составе Щегловского сельсовета.
В 1957 году в деревне Ракси начали выделять участки под индивидуальное жилищное строительство для рабочих Калининского района Ленинграда. Проектом было предусмотрено выделить 312 участков, 44 из них для рабочих завода «Красный выборжец». В связи с этим одна из улиц микрорайона была названа проспект Красный Выборжец. В дальнейшем участки выдавались рабочим и служащим заводов: ГОМЗ, Кинап, «Красный выборжец», п/я 671, п/я 622, п/я 443, п/я 706 и Охтинского химкомбината. Головным предприятием по благоустройству нового жилого района был назначен Охтинский химический комбинат.
Количество зарегистрированного населения Ракси на 1958 год — 150 человек.
1 января 1960 года деревня Ракси была включена в состав рабочего посёлка Всеволожский.
В 1962 году из предусмотренных проектом 312 земельных участков, был отведён 261 участок, освоены — 183. На 1 января 1962 года электроснабжение было выполнено на 6%, дороги — на 38%, водоснабжение — на 70%, строительство водонапорной башни — на 78%, К строительству торговых, бытовых и детских учреждений — не приступали.
Проектом было предусмотрено строительство:

«а) детский сад на 75 мест

б) детские ясли на 40 человек

в) столовая на 40 человек

г) магазин

д) торговые киоски

е) почта

ж) сберкасса

з) медпункт

и) аптека

к) пожарные водоёмы».

Но и до настоящего времени ничего из запланированного на Хуторе Ракси построено не было. 
В 1963 году после поглощения соседних посёлков, деревень и хуторов и преобразования рабочего посёлка Всеволожский в город Всеволожск Хутор Ракси приобрел статус микрорайона города.

## Инфраструктура
Застройка индивидуальная, малоэтажная. Один из наиболее отдалённых, лишённых всякой инфраструктуры микрорайонов. Периодически возникают попытки связать его с центром коммерческим автобусным маршрутом № 9.
В северной части микрорайона находится современный жилой комплекс «Румболово-Сити» из трёх трёхэтажных многоквартирных домов.

## Фото

Въезд в микрорайон Хутор Ракси. 2010 год. Слева дом И. М. Ракси

## Улицы
1-я Зелёная, 2-я Зелёная, Калининская, Калининский переулок, Красный Выборжец, Новоладожская, Отраднинская, Охтинский проспект, Охтинский переулок, Степной проспект, Центральная, Щегловская